# 直方郵便局
直方郵便局（のおがたゆうびんきょく）は福岡県直方市にある郵便局。民営化前の分類では集配普通郵便局であった。

## 概要
住所：〒822-8799 福岡県直方市殿町4-12

## 沿革
- 1874年（明治7年）12月20日 - 直方郵便取扱所として開設[1]。
- 1875年（明治8年）1月1日 - 直方郵便局（五等）となる。
- 1885年（明治18年）5月25日 - 貯金取扱を開始。
- 1886年（明治19年）5月1日 - 為替取扱を開始。
- 1892年（明治25年）3月16日 - 直方郵便電信局となる。
- 1903年（明治36年）4月1日 - 通信官署官制の施行に伴い直方郵便局となる。
- 1956年（昭和31年）10月11日 - 電話通話および和文電報受付事務の取扱を開始[2]。
- 1971年（昭和46年）12月1日 - 局名の読みを「なおがた」から「のおがた」に変更
- 1998年（平成10年）9月1日 - 外国通貨の両替および旅行小切手の売買に関する業務取扱を開始。
- 2007年（平成19年）7月30日 - 若宮郵便局および宮田郵便局から集配業務を移管[3]。
- 2007年（平成19年）10月1日 - 民営化に伴い、併設された郵便事業直方支店に一部業務を移管。
- 2012年（平成24年）10月1日 - 日本郵便株式会社発足に伴い、郵便事業直方支店を直方郵便局に統合。

## 取扱内容
- 郵便、印紙、ゆうパック、内容証明
- 貯金、為替、振替、振込、国際送金、国債、投資信託
- 生命保険、バイク自賠責保険、自動車保険、がん保険、引受条件緩和型医療保険
- ゆうちょ銀行ATM
- 直方市内及び宮若市内の集配業務
- ゆうゆう窓口

## 周辺
- 直方市役所
- 直方警察署
- 直方市美術館
- 直方市中央公民館
- 遠賀川
- 国道200号
- 福岡県道27号直方芦屋線
- JR九州、平成筑豊鉄道直方駅

## アクセス
- JR筑豊本線（福北ゆたか線）、平成筑豊鉄道伊田線 直方駅から南東へ約800m（徒歩約9分）、筑豊電気鉄道線 筑豊直方駅から南へ約1.1km（徒歩約12分）
- JR九州バス 殿町停留所もしくは市役所前停留所、西鉄バス 津田町停留所もしくは直方市役所停留所下車
- 九州自動車道 八幡IC、北九州高速4号線 金剛出入口から南西へ約5km
- 駐車場あり：10台